# Sun Blade (werkstation)
Sun Blade is een reeks werkstations die gebaseerd zijn op de UltraSPARC-microprocessor en vanaf 2000 door Sun Microsystems op de markt werden gebracht als opvolgers van de Sun Ultra-werkstations.
Het eerste model in de reeks, de Sun Blade 1000, was het eerste systeem van Sun dat de Fireplaneverbinding gebruikte tussen de processoren en het I/O-subsysteem, enkele maanden voordat het in de nieuwe Sun Fire-serverproductlijn zou toegepast worden.
De Sun Blade 1500 en 2500 werkstations kwamen in twee varianten: de initiële "rode" serie en de latere "zilveren" serie met snellere CPU's.
De Sun Blade-serie werd in 2004 vervangen door de Sun Java Workstation-serie van werkstations.

## Modellen
| Naam                    | Model | Codenaam    | Platform | CPU                                     | CPU MHz                   | Maximum RAM | Jaartal            |
| ----------------------- | ----- | ----------- | -------- | --------------------------------------- | ------------------------- | ----------- | ------------------ |
| Sun Blade 1000          | A28   | Excalibur   | sun4u    | 1-2 UltraSPARC III of UltraSPARC III Cu | 600, 750, 900 MHz         | 8 GB        | 10/2000 tot 9/2002 |
| Sun Blade 2000          | A29   | -           | sun4u    | 1-2 UltraSPARC III Cu                   | 900, 1015, 1050, 1200 MHz | 8 GB        | 3/2002 tot 7/2004  |
| Sun Blade 100           | A36   | Grover      | sun4u    | UltraSPARC IIe                          | 500 MHz                   | 2 GB        | 2/2001 tot 11/2002 |
| Sun Blade 2500 (Red)    | A39   | Enchilada   | sun4u    | 1-2 UltraSPARC IIIi                     | 1280 MHz                  | 16 GB       | 12/2003 tot 8/2005 |
| Sun Blade 2500 (Silver) | A39   | Enchilada+  | sun4u    | 1-2 UltraSPARC IIIi                     | 1600 MHz                  | 16 GB       | 2/2005 tot 6/2006  |
| Sun Blade 150           | A41   | Grover Plus | sun4u    | UltraSPARC IIi                          | 550, 650 MHz              | 2 GB        | 8/2002 tot 6/2006  |
| Sun Blade 1500 (Red)    | A43   | Taco        | sun4u    | UltraSPARC IIIi                         | 1062 MHz                  | 4 GB        | 9/2003 tot 8/2005  |
| Sun Blade 1500 (Silver) | A43   | Taco+       | sun4u    | UltraSPARC IIIi                         | 1503 MHz                  | 4 GB        | 2/2005 tot 6/2006  |

## Fotogalerij

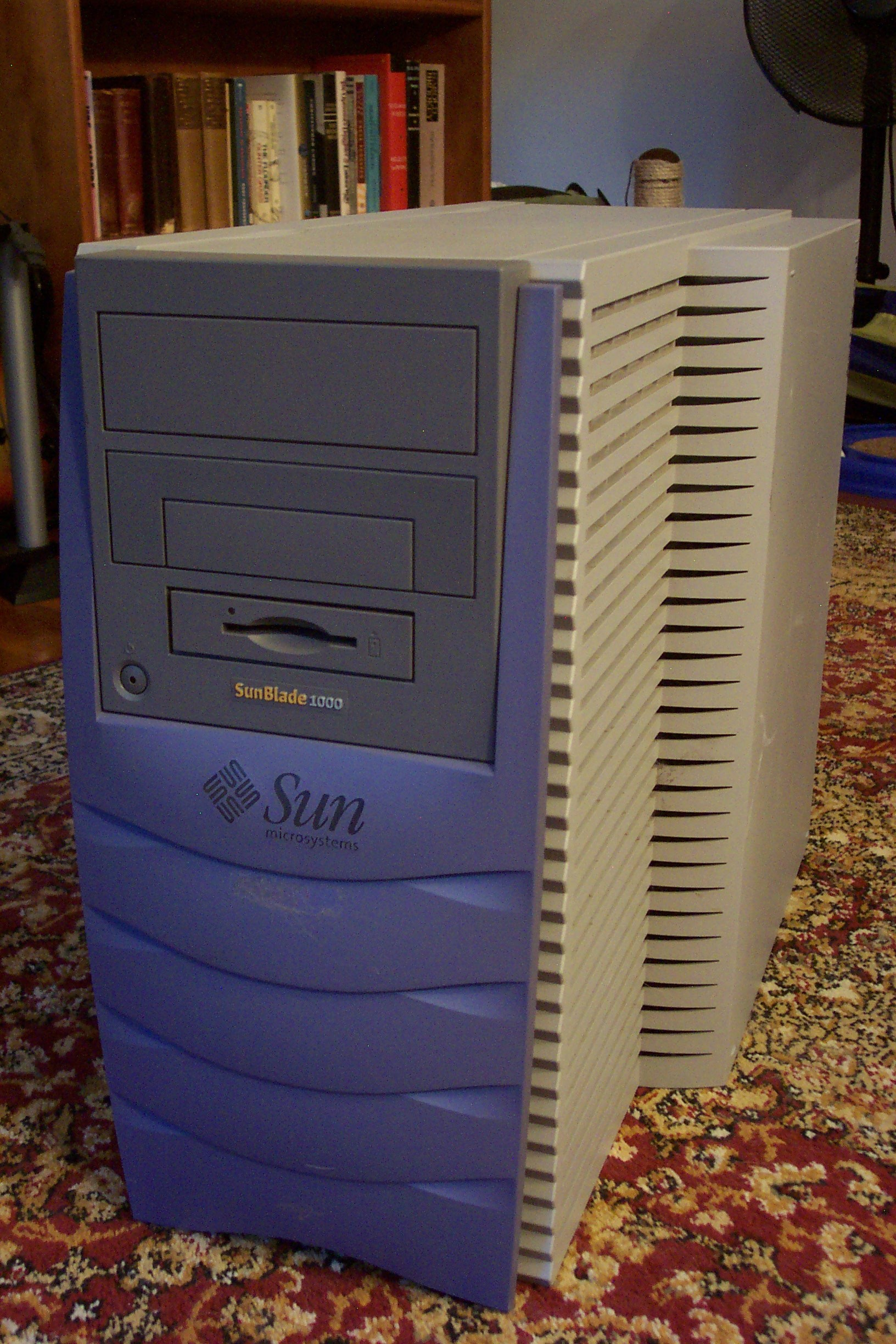
Sun Blade 1000
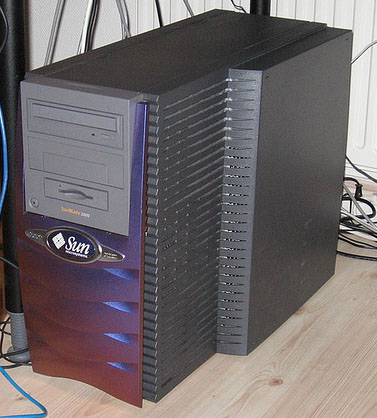
Sun Blade 2000
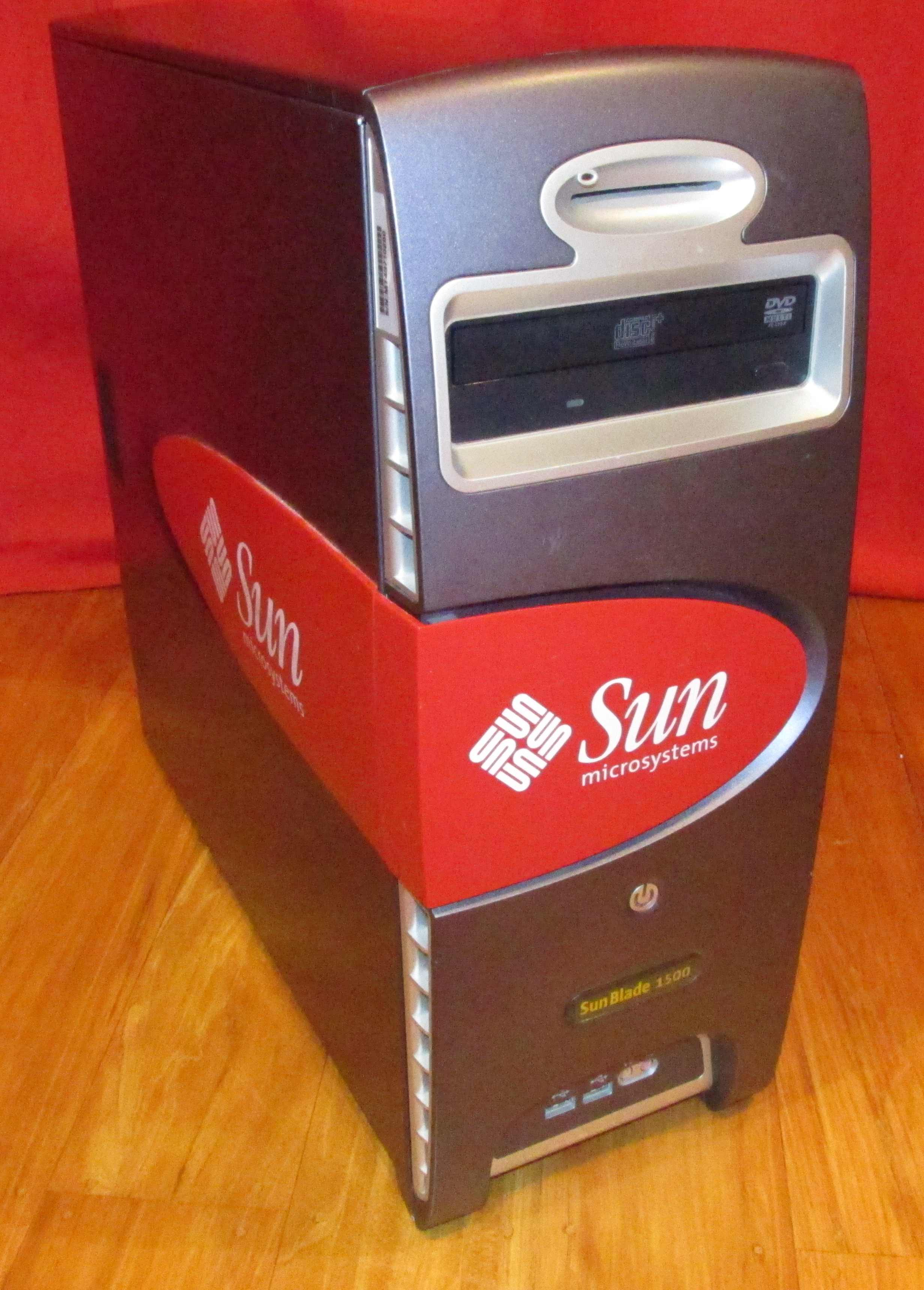
Sun Blade 1500 (Red)

## Bladeservers
De naam van de productlijn was geen verwijzing naar bladeserver-systemen, een term die in 2000 nog niet algemeen werd gebruikt. In 2006 introduceerde Sun een niet-gerelateerde Sun Blade productlijn van bladeservers.